# Dănuț Perjă
Dănuț Perjă (n. 14 noiembrie 1974) este un jucător român de fotbal retras din activitate.
În martie 2006 a primit Medalia „Meritul Sportiv” clasa a II-a cu o baretă din partea președintelui României de atunci, Traian Băsescu, deoarece a făcut parte din echipa Rapidului care a obținut calificarea în sferturile Cupei UEFA 2005-2006.